# Dörte Völz-Mammarella
Dörte Völz-Mammarella (* 30. Dezember 1943 in Frankfurt (Oder) als Dörte Völz) ist eine deutsche Filmeditorin.

## Leben
Dörte Völz-Mammarella studierte ab 1969 an der Deutschen Film- und Fernsehakademie Berlin. Sie wurde als Filmeditorin für deutsche Kino- und Fernsehfilme tätig, darunter regelmäßig für den Regisseur Rudolf Thome. Insgesamt wirkte sie bei mehr als 40 Filmproduktionen mit.

## Filmografie (Auswahl)
- 1972: Eine Handvoll Zärtlichkeit (Harlis)
- 1977: Madame X – Eine absolute Herrscherin
- 1980: Das Traumhaus
- 1981: Freak Orlando
- 1986: Tarot
- 1988: Der Philosoph
- 1988: Das Mikroskop
- 1989: Johanna d’Arc of Mongolia
- 1991: Liebe auf den ersten Blick
- 1998: Tigerstreifenbaby wartet auf Tarzan
- 2003: Rot und Blau
- 2004: Frau fährt, Mann schläft
- 2006: Du hast gesagt, dass du mich liebst
- 2006: Rauchzeichen
- 2007: Madonnen
- 2007: Das Sichtbare und das Unsichtbare
- 2009: Pink
- 2009: Auf halbem Weg zum Himmel
- 2013: SPLITTER Afghanistan – Wie kann ich Frieden denken?
- 2014: Straub (Dokumentarfilm)